# Polygonum delicatulum
Polygonum delicatulum Meisn. – gatunek rośliny z rodziny rdestowatych (Polygonaceae Juss.). Występuje naturalnie w północnych Indiach, Bhutanie oraz południowych Chinach. 

## Morfologia
PokrójRoślina jednoroczna dorastająca do 5–15 cm wysokości.
LiścieUlistnienie jest naprzemianległe. Ich blaszka liściowa jest niemal siedząca i ma kształt od owalnego do owalnie sercowatego. Mierzy 3–5 mm długości oraz 1–3 mm szerokości, o zaokrąglonej nasadzie i wierzchołku od ostrego do tępego. Gatka jest dwuczęściowa i dorasta do 1–2 mm długości.
KwiatyZebrane po 3–4 w pęczki, rozwijają się w kątach pędów. Mają 5 listków okwiatu o eliptycznym kształcie i białej barwie, mierzą 2 mm długości. Mają 2–3 wolne pręciki i 3 prątniczki.
OwoceTrójboczne niełupki osiągające 2–3 mm długości.

## Biologia i ekologia
Rośnie na wilgotnym terenach skalistych. Występuje na wysokości od 3000 do 4500 m n.p.m. Kwitnie od lipca do września. 